# Atherandra
Atherandra là chi thực vật có hoa trong họ Apocynaceae.

## Các loài
Chi này chứa 1 loài đã biết là Atherandra acutifolia.